# Aion Hyper GT
Aion Hyper GT — электромобиль бизнес-класса, выпускаемый компанией GAC Group под брендом Aion с 2023 года.

## Описание
Коэффициент лобового сопротивления автомобиля Aion Hyper GT составляет 0,19 кд/с, на 0,1 меньше, чем у Mercedes-Benz EQS, благодаря элементам аэродинамического дизайна GAC ENO.146 и TIME. Мощность двигателя составляет 250 кВт. Разгон до 100 км/ч происходит за 5 секунд. Модель базирована на платформе GAC AEP 3.0. Цена автомобиля Aion Hyper GT составляет от 50 000 долларов.
Ламбо-двери поднимаются на 573 мм выше крыши. Створки дверей безрамочные. Светомузыка у матричных фар взята от автомобилей Tesla. В крышке багажника присутствует антикрыло. Воздухозаборники появляются по команде электроники.
Серийно автомобиль производится с середины 2023 года.

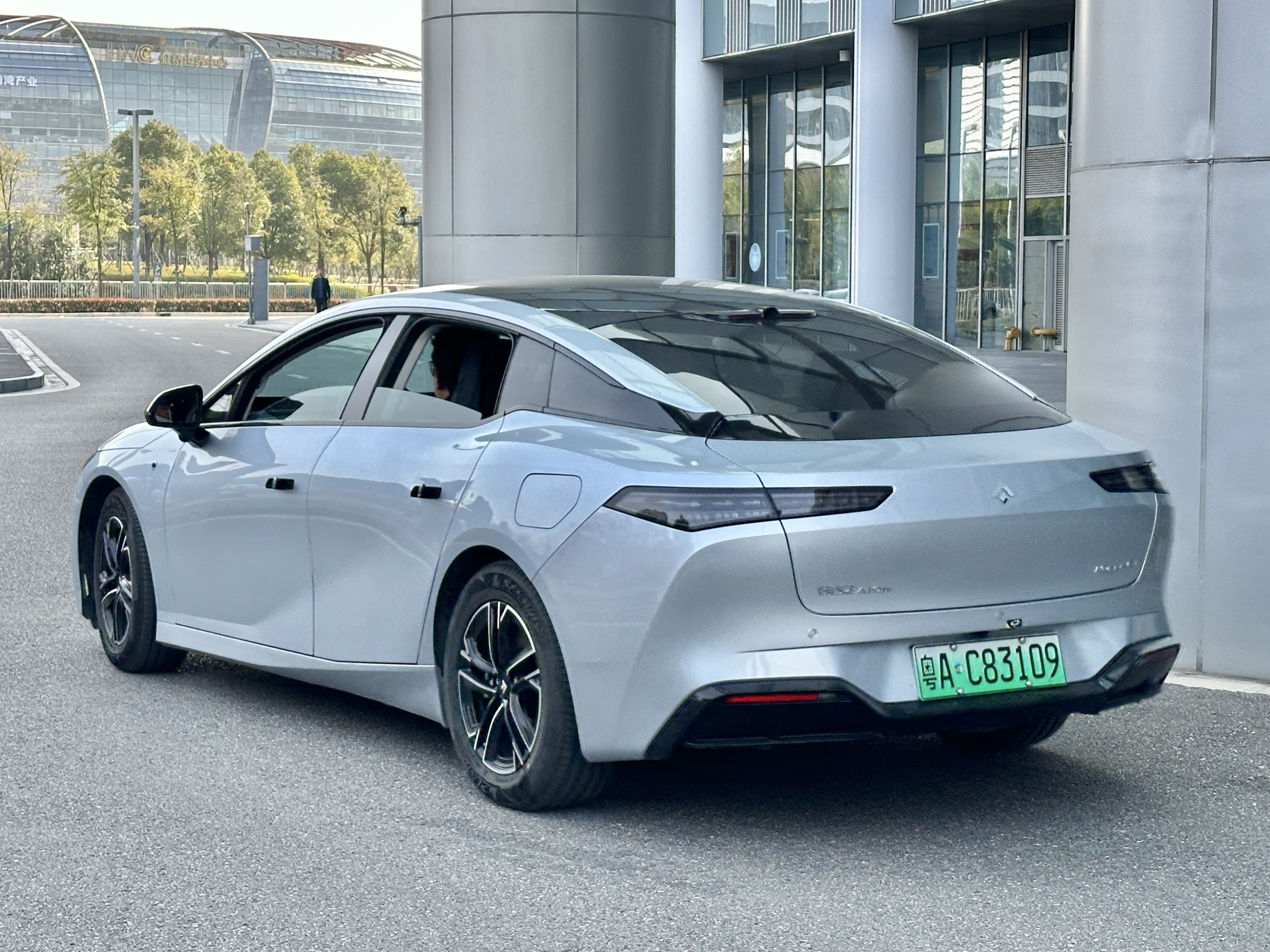
Вид сзади
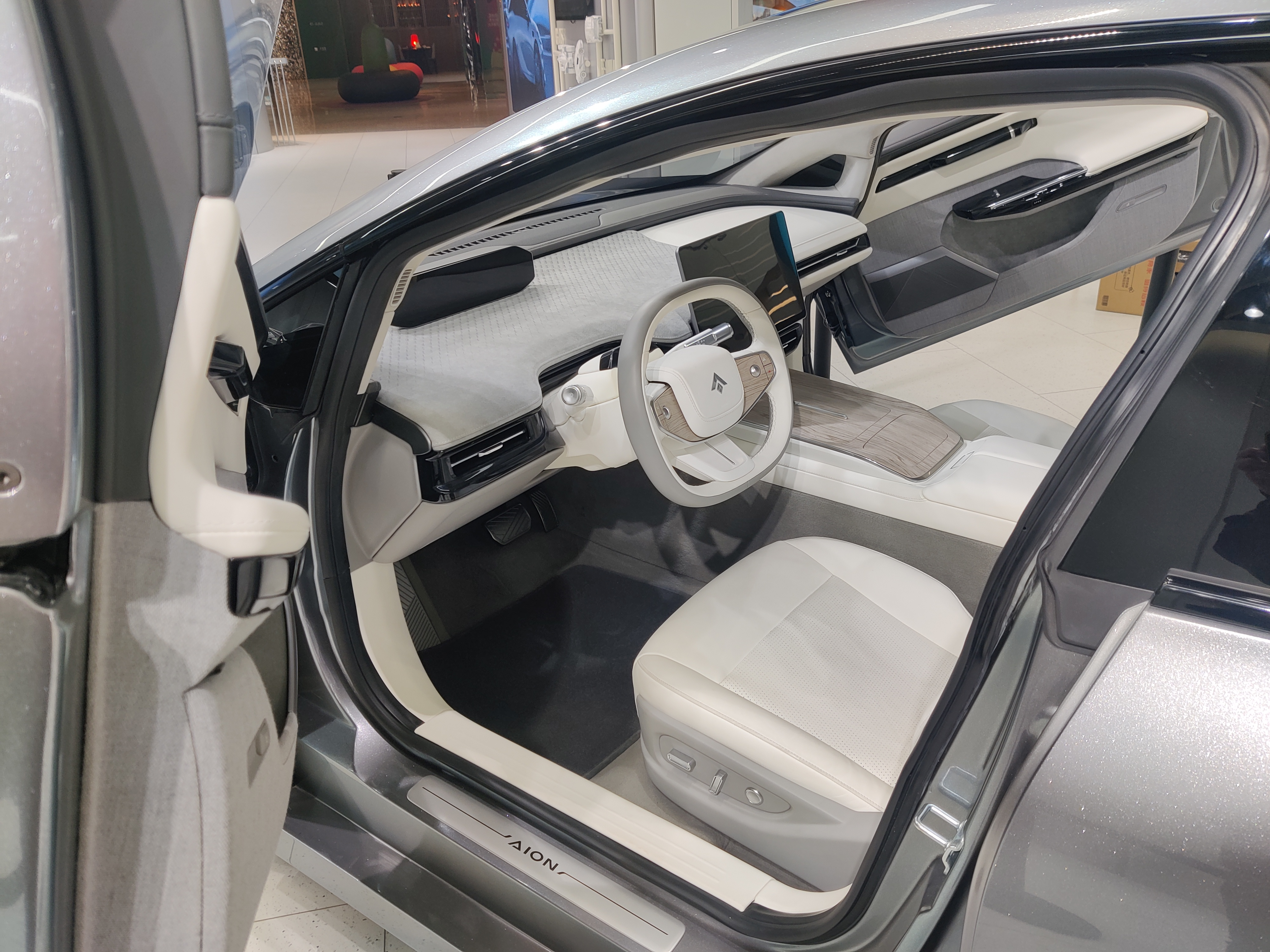
Интерьер

## Модификации
- Aion Hyper SSR — спортивный автомобиль[12][13][14][15].

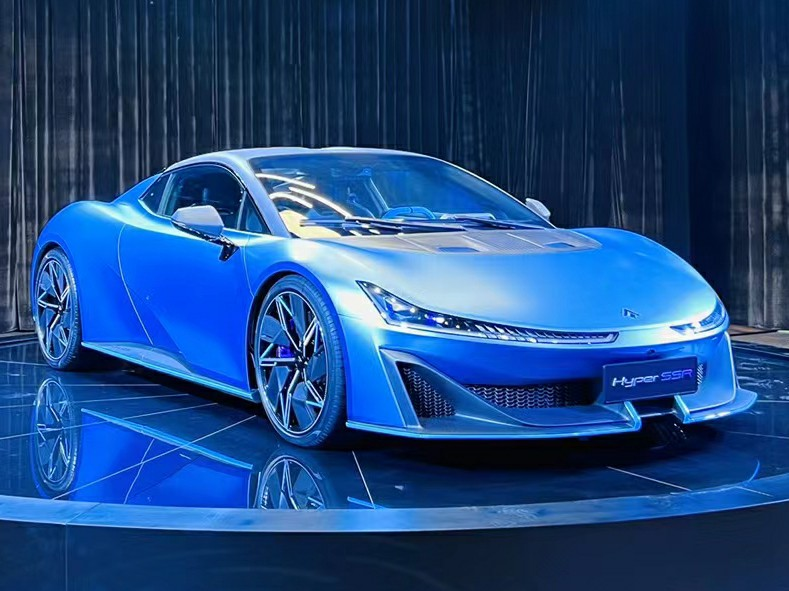
Aion Hyper SSR